# 索须河
索须河是索河和须水交汇后形成的河流，索须河全长约为23公里，流域面积达557.9平方公里。索河发源于新密市袁庄乡的龙泉寺，须水则发源自荥阳市贾峪镇岵山东部的麻坑。两河在须水镇大榆林村交汇。